# Burg Lehenbühl
Die Burg Lehenbühl ist eine abgegangene Höhenburg (Wallburg) über der Donau auf einem vorspringen Sporn, dem „Lehenbühl“,  etwa 1.200 Meter südöstlich von Fridingen an der Donau im Landkreis Tuttlingen in Baden-Württemberg.
Vermutlich handelt es sich auf dem „Lehenbühl“, einem Kalksporn, um eine urgeschichtliche Höhensiedlung deren genau Zeitstellung und Besiedelung noch nicht geklärt ist.